# Gilbert de Clare, Lord of Thomond
Gilbert de Clare, Lord of Thomond (* 1281; † zwischen 20. Juli und 16. November 1307) war ein anglo-irischer Adliger. 

## Herkunft und Jugend
Gilbert de Clare entstammte der anglonormannischen Familie Clare. Er war der älteste Sohn von Thomas de Clare und von Juliana FitzMaurice. Sein Vater Thomas de Clare, ein jüngerer Sohn von Richard de Clare, 5. Earl of Gloucester, hatte ab 1276 Thomond in Irland erobert. Er starb bereits 1287.

## Freund des Thronfolgers
Obwohl Gilbert noch nicht offiziell volljährig war, erhielt er 1299 das Erbe seines Vaters, zu dem neben Thomond in Irland auch einige englische Güter gehörten. Im folgenden Jahr erhielt er nach dem Tod seiner Mutter auch deren Wittum. In diesem Jahr trat er jedoch in England in den Haushalt von Eduard, dem Thronfolger und künftigen Prince of Wales, ein. Er wurde Kammerdiener und zu einem der engsten Freunde des Prinzen. Dabei wird er gelegentlich mit seinem namensgleichen Vetter Gilbert de Clare, dem späteren Earl of Gloucester verwechselt, der ebenfalls ein Freund von Eduard wurde, jedoch jünger war. Gilbert de Clare nahm mit dem Prinzen 1301 und von 1303 bis 1304 an englischen Feldzügen in Schottland teil. Am 22. Mai 1306 schlug ihn König Eduard I. gemeinsam mit dem Kronprinzen Eduard zum Knight of the Bath. Anschließend sollte er an dem neuen Feldzug des Königs nach Schottland teilnehmen, doch wie Piers Gaveston, Roger Mortimer und andere junge Adlige verließ er das englische Heer, um in Frankreich an Turnieren teilzunehmen. Der erzürnte englische König Eduard I. ließ daraufhin die englischen Güter von Gilbert zeitweise beschlagnahmen, ehe er ihm verzieh.

## Ehe und Erbe
Gilbert heiratete vermutlich 1306 Isabel le Despenser, eine Tochter von Hugh le Despenser dem Älteren und von Isabella de Beauchamp. Er starb jedoch bereits vor dem 16. November 1307 kurz nach der Krönung von Eduards II. zum englischen König. Da er ohne Nachkommen blieb, erbte sein jüngerer Bruder Richard seinen Besitz. Seine Witwe heiratete in zweiter Ehe John Hastings, 1. Baron Hastings.